# Lucien de Vissec
Pour les articles homonymes, voir Delpon.
Lucien Delpon de Vissec était un journaliste et écrivain français né à Paris 6e le 30 mai 1872 et mort à Paris 8e le 14 juillet 1953.

## Origine familiale
Lucien Delpon de Vissec est né dans une famille d'ancienne bourgeoisie originaire du Languedoc, issue  de Fulcrand Delpon (1673-1733), négociant, de Clermont-l'Hérault (Hérault). 

## Sa vie
Il est l’auteur de diverses pièces de théâtre et quelques romans tels que Camille Frison, ouvrière de la couture (1908), qui fut couronné par le prix Montyon de l’Académie française, Les Filets bleus (1923) et enfin La Route lumineuse (1946), qui montre une excellente connaissance de la montagne. Il a publié sous son nom mais aussi sous le pseudonyme d’André Vernières, sans que l’on sache pourquoi car l’utilisation de ce nom d’emprunt semble aléatoire. On peut simplement observer qu’André était le dernier de ses prénoms : Lucien-François-Joseph-André. Il a été fait chevalier de Légion d'honneur.
Au début du siècle, il entreprend un voyage aux États-Unis et au Mexique qui lui permet de découvrir Washington, Tuskegee et New York. En [1911], il épouse Madeleine Ragoulleau qui lui donne deux fils, tous deux morts pour la France au cours de la Seconde Guerre mondiale.
En 1912, il est admis à la Société des gens de lettres. En août 1914, bien qu’âgé de quarante-deux ans, il est mobilisé et affecté comme interprète auprès de l’armée britannique. Il revient de la guerre, ayant été cité pour avoir porté secours à un camarade sous le feu de barrage de l'ennemi et pour son attitude courageuse pendant toute la guerre et décoré de la Croix de guerre 1914-1918 et de la Médaille militaire britannique.
C’est à Kerlenn en Morgat qu’il écrit Les Filets bleus, qui lui valent le prix Trubert de l'Académie française. Ce roman a tout d'abord été publié en feuilleton quotidien dans le Journal des Débats au cours de l'été 1918 puis dans Ouest-Éclair. Rappelant les romans de pêcheurs de Pierre Loti, il montre l'opposition entre les gens de la terre et ceux de la mer dans la Bretagne littorale, et présente une excellente description de Douarnenez où il se déroule. Ce roman est dédié à Étienne de Nalèche, directeur du Journal des débats, qui lui avait permis de publier à ses débuts dans la littérature, le Portrait de Ghirlandajo.
En 1939 commencent les années noires. Au cours de ces cinq années de guerre il voit mourir autour de lui la quasi-totalité de sa famille : sa femme Madeleine Ragoulleau, le 22 mai 1939 à Paris 16e, sa belle-fille Jacqueline Camis le 19 août 1939, son fils aîné Gérard, chef de char, tué dans les combats le 11 juin 1940 à Ménilles, et son fils cadet François, parachutiste au 1er bataillon de choc, à Servance en 1944.
Le 3 juillet 1947, il se remarie à la mairie du 8e, mais il divorce en mai 1949 par le tribunal civil de la Seine.
Il est décédé en 1953, 4 square du Roule à Paris et repose dans la chapelle familiale au cimetière Montmartre à Paris.

## Critique
Écrit en 1939, La Route lumineuse est un roman patriotique et catholique, qui raconte l’histoire d’un homme qui, revenant de la guerre, pauvre exilé du monde, unique survivant d’une famille anéantie, apprend le décès de sa jeune épouse et de son fils de quatre ans. Il tente de répondre à cette question angoissante : Comment peut-on survivre après avoir perdu tous ceux qui nous sont chers ?
« Voici deux mois aujourd’hui que l’ange de ma vie m’a quitté, s’écrie le héros, deux mois qui ont passé comme un éclair, et n’ont semblé correspondre à aucune durée, deux mois qui ont coulé comme un grand fleuve noir, et me séparent pour toujours du pays de mon bonheur, radieux pays qui s’évanouit à mes yeux dans les brumes de l’autre rive, pays de mes amours sur qui je jette un dernier regard, avant de le voir disparaître au détour du chemin. »
Il trace sa route à la recherche de l’église mythique de Notre-Dame-des-Neiges, située dans les hauteurs d’une montagne enneigée. Il rencontre une nuit au bord d’un lac les âmes de l’autre monde et arrive enfin au havre qu’il recherchait.

## Œuvres
Œuvres de Lucien de Vissec publiées sous son nom ou sous le pseudonyme d'André Vernières
- 1902 : Lucien de Vissec, « La Mission de l'homme de lettres d'après Carlyle », Revue bleue, 1er semestre 1902.
- 1902 : Lucien de Vissec, « Un Portrait du Ghirlandajo », conte, Le Journal des débats.
- 1903 : Lucien de Vissec, « L'Émigration européenne aux États-Unis », Revue bleue, 1er semestre 1903.
- 1903 : Lucien de Vissec, Le Socialisme en Amérique, essai de critique sociale, Revue bleue, 2e semestre 1903.
- 1908. André Vernières. Camille Frison, ouvrière de la couture. Préface de Lucien Descaves. Roman couronné par le prix Montyon de l'Académie française. Plon-Nourrit. Paris.
- 1909 : Lucien de Vissec, « La Main coupée », conte, La Revue hebdomadaire, 11 novembre 1909, pp. 467-498, et 12 décembre 1909, pp. 78-107.
- 1912 : Lucien de Vissec. La Formation du peuple américain par l'école (notes et impressions), A. Rousseau, Paris.
- 1914 : André Vernières. Le Thanathographe, drame en un acte joué pour la première fois au théâtre du Grand-Guignol le 4 juin 1914.
- 1919 : André Vernières. Le Charnier, drame en deux actes présenté au concours dramatique de L'Europe Nouvelle.
- 1922 : Lucien de Vissec, Les Filets Bleus, roman, prix Maurice-Trubert de l'Académie française, Librairie Bloud et Gay.
- 1928 : Lucien de Vissec, Le Dictateur de Puebla, roman d'aventures, Le Petit Journal.
- 1930 : Lucien de Vissec, « Les gorges du Verdon », illustré de photos dans le texte ; Voyage à travers l’actualité mondiale, no 19, 1er octobre 1930.
- 1931 : Lucien de Vissec, « La Turquie et les minorités », La Revue de Paris, mars-avril 1931, 25 pages.
- 1933 : Lucien de Vissec, L’Île qui meurt, essai sur la Corse, Le Rempart.
- 1935 : André Vernières, Heathcliff, drame en 7 tableaux, adaptation du roman d’Emily Brontë, Les Hauts de Hurlevent (Wuthering Heights).
- 1946 : André Vernières, Qui perd gagne, comédie en un acte reçue au Théâtre du Grand-Guignol.
- 1946 : André Vernières, La Route lumineuse, roman (daté Paris, 1940) suivi d'une nouvelle : La Dame élue (datée San Martino di Castozza, 1939). Éditions Crépin-Leblond Moulins.
- 1946 : André Vernières. La Flamme sacrée. Pièce en trois actes et cinq tableaux. [En préparation en 1946, lors de la parution de La Route lumineuse]. Nous ignorons si cette pièce a été achevée et si elle a été jouée.
- 1949 : Lucien de Vissec. Pont-Aven. Pièce en trois actes, jouée au théâtre de l’Ambigu en octobre 1949.

## Sources
- Olivier Le Saulnier de Saint-Jouan. Histoire de la famille Delpon, Delpon de Vaux, Delpon de Vissec, et de sa descendance. Paris. 2008. (Archives départementales de l'Hérault. ref : 11F357).